# Parachiton mestayerae
Parachiton mestayerae är en blötdjursart som beskrevs av Tom Iredale 1914. Parachiton mestayerae ingår i släktet Parachiton och familjen Leptochitonidae. Inga underarter finns listade i Catalogue of Life.